# Tilda Trygger
Tilda Ulrika Maria Paulsdotter Trygger, född den 12 februari 2006 i Stockholm, är en svensk basketspelare som spelar för collegelaget North Carolina State University. Hon representerar även det svenska damlandslaget och är uttagen till den svenska truppen inför europamästerskapen i basketboll 2025.